# Parc national Gonarezhou
Le parc national Gonarezhou est un parc national situé au sud-est du Zimbabwe. Il est situé proche de la province de Masvingo, au sud de Chimanimani, une ville du district de Chimanimani, dans la province de Manicaland, à la frontière du Mozambique. L'extrémité nord-est du parc est située dans les forêts du Zambèze et de Mopane, et le sud-ouest se situe dans l'écorégion de Bushveld en Afrique australe.
Le parc national Gonarezhou, est géré par l'agence gouvernementale du Zimbawe Autorité de gestion des parcs et de la faune du Zimbabwe. D'une superficie de 5 053 km2, il constitue la seconde réserve de chasse du pays, après le parc national Hwange. Le nom « Gonarezhou » vient du vocabulaire Shona qui se traduit par « la place des éléphants ». Il fait partie du parc transfrontalier du Grand Limpopo, avec le parc national du Limpopo au Mozambique, et le parc national Kruger en Afrique du Sud.

## Histoire
Le parc national de Gonarezhou a été créé en 1975, il a été fermé au public pendant la guerre de Rhodésie et à nouveau pendant une grande partie de la guerre civile au Mozambique, puis rouvert en 1994. 

## Faune
À son origine, le parc était un habitat fréquenté par le chien sauvage (Lycaon pictus pictus) du Cap, l'espèce était en voie de disparition, jusqu'à sa réapparition en 2010. Le lien transfrontalier établit entre les parcs nationaux a favorisé ce retour.
Plusieurs fois victime de braconnage en raison de l'importance du nombre d’animaux, le parc reste attractif et captivant pour les touristes qui le fréquentent. Les cinq grands animaux, regroupés sous le vocable Big Five lions, éléphants, léopards, rhinocéros et buffles se trouvent en abondance dans le parc, en compagnie des girafes , hippopotames, zèbres, gnous, guépards et hyène.

## Plantations
Il existe de nombreuses espèces d'arbres dans le parc national de Gonarezhou, parmi eux, le Baobabs (Adansonia), le Jackalberry (Diospyros mespiliformis), le Knob-Thorn (Senegalia nigrescens), le Mopane (Guibourtia coleosperma), l'Arbre à saucisses (Kigelia Africana), Marula (Sclerocarya birrea), etc.

## Tourisme
Hors du tourisme de masse, le parc a su garder une splendeur qui fait de lui une réserve exceptionnelle. Swimuwini Rest Camp - l'hébergement principal est géré par la National Parks and Wildlife Authority basée à Chiredzi. Le lodge se trouve près de la rivière Mwenezi.

## Galerie

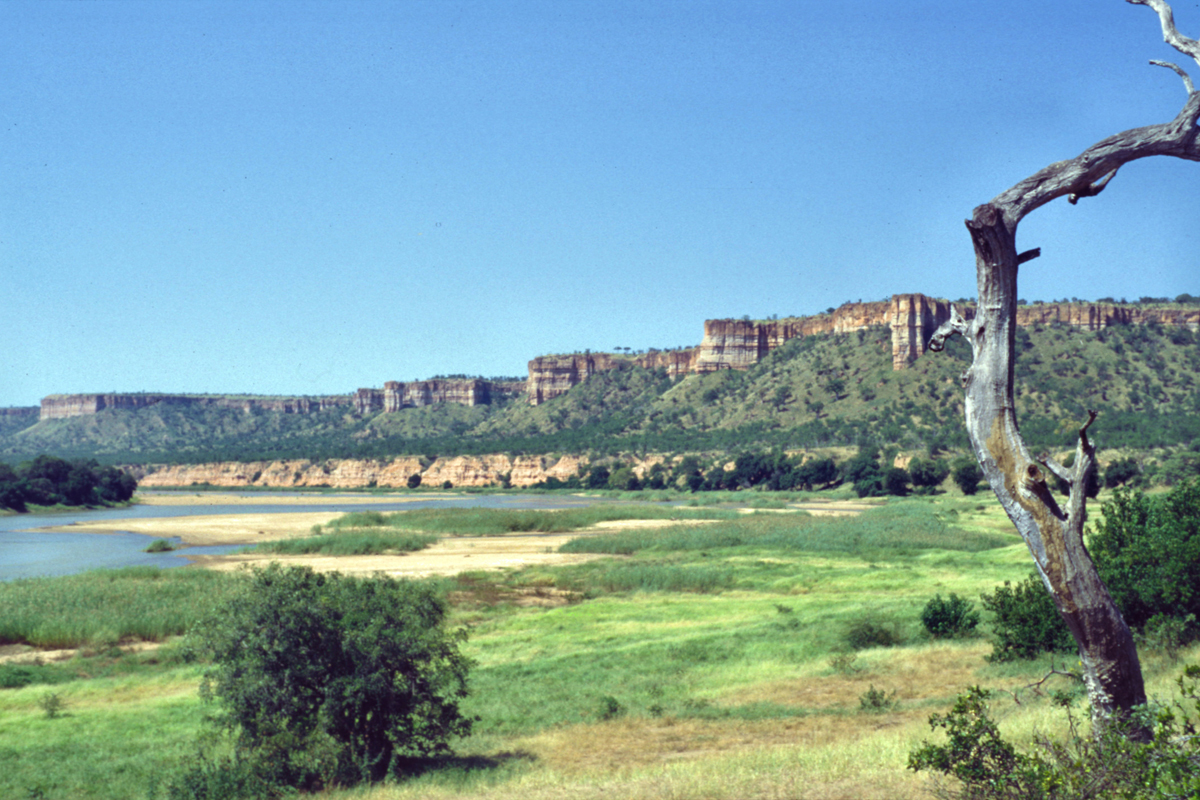
Chilojo Cliffs
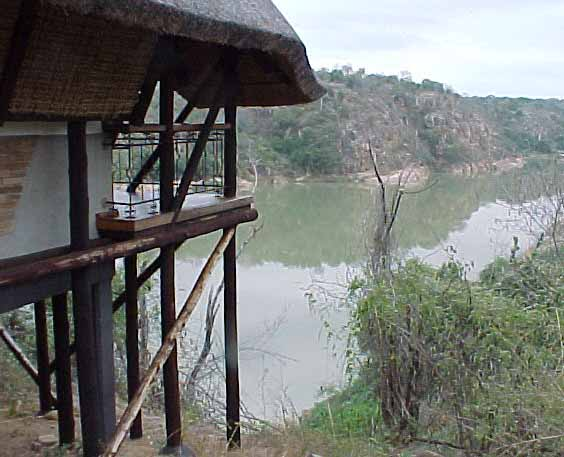
Chilo Lodge
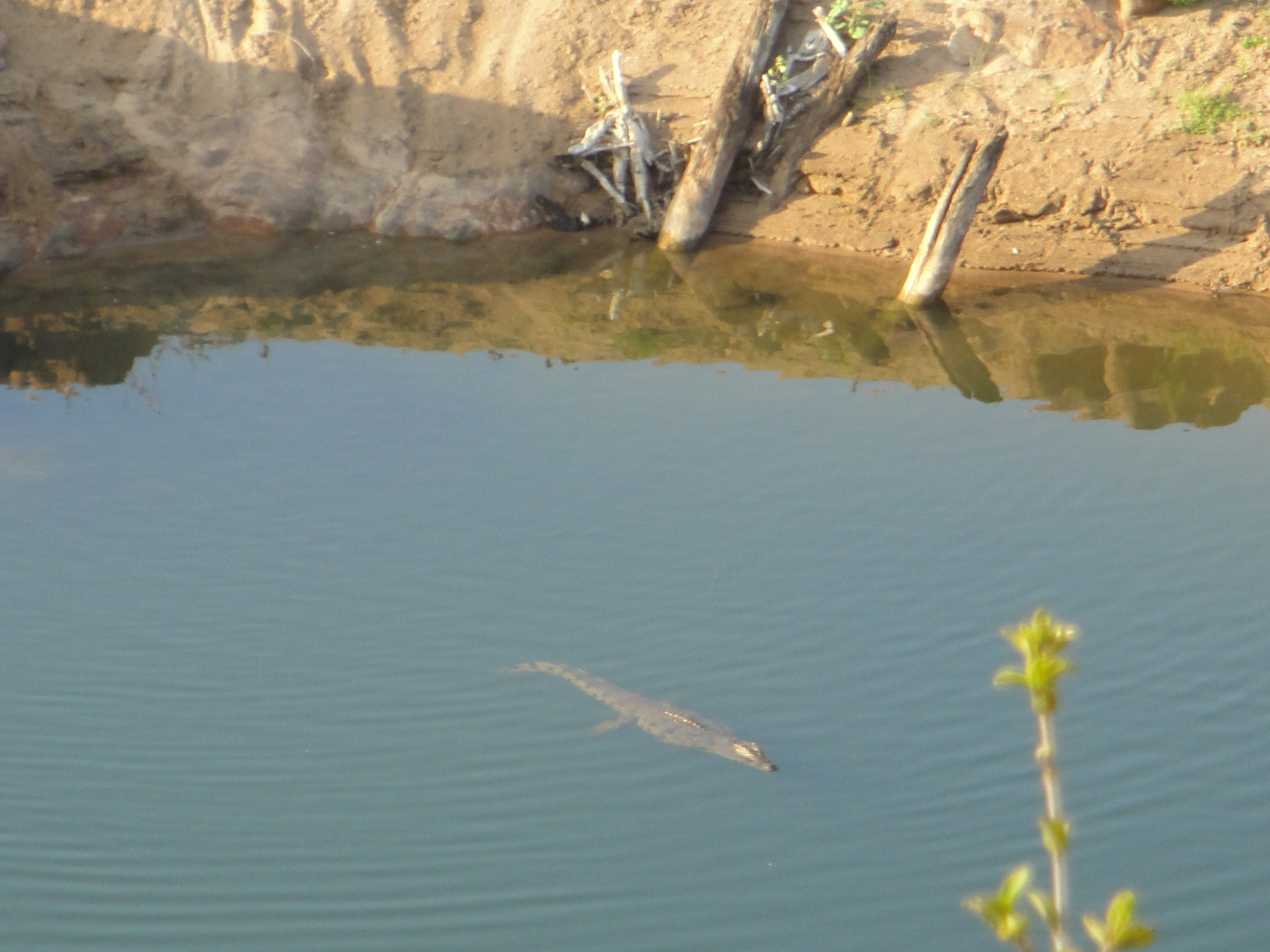
Crocodile, Makokwani Pools
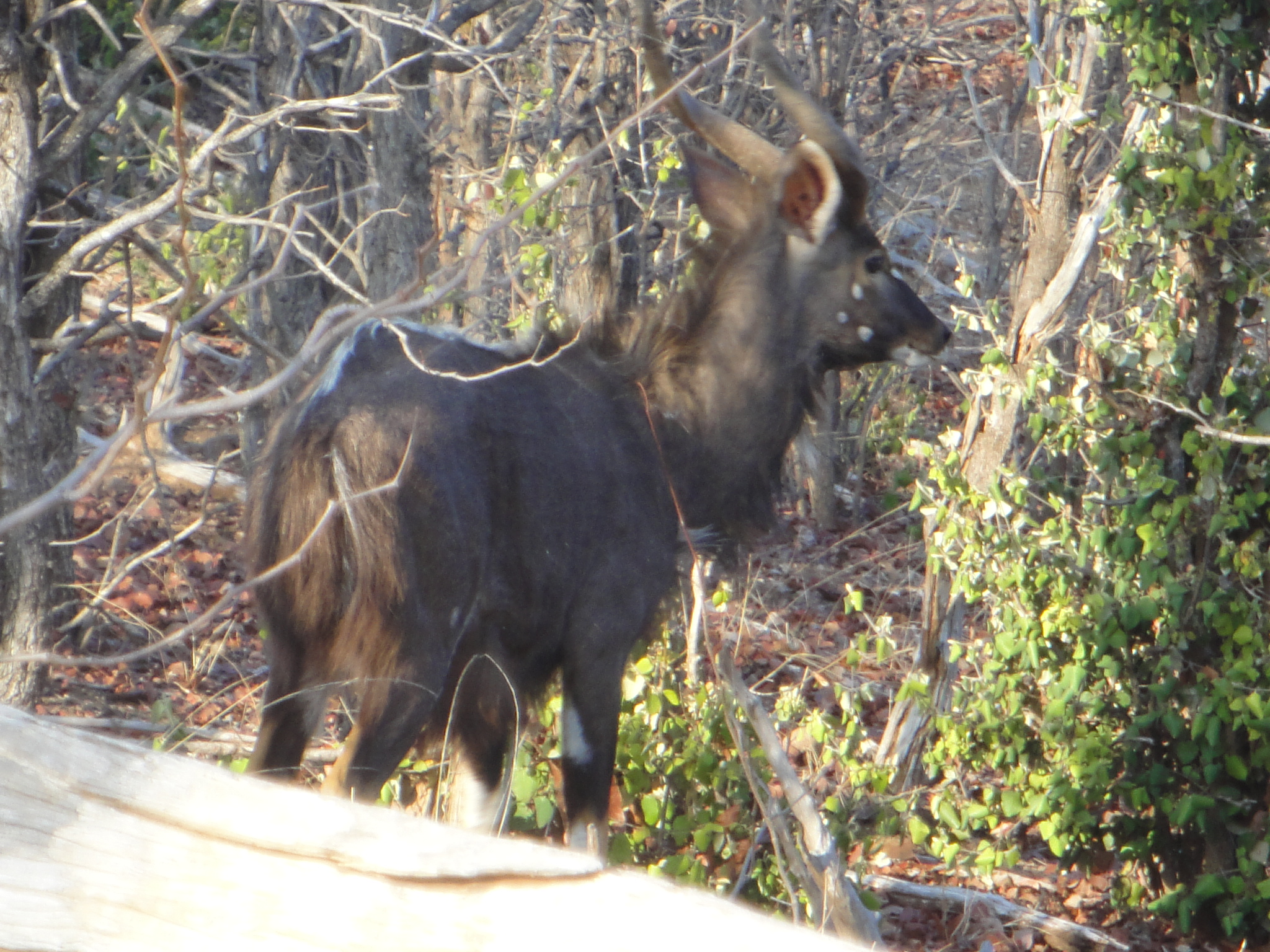
Nyala
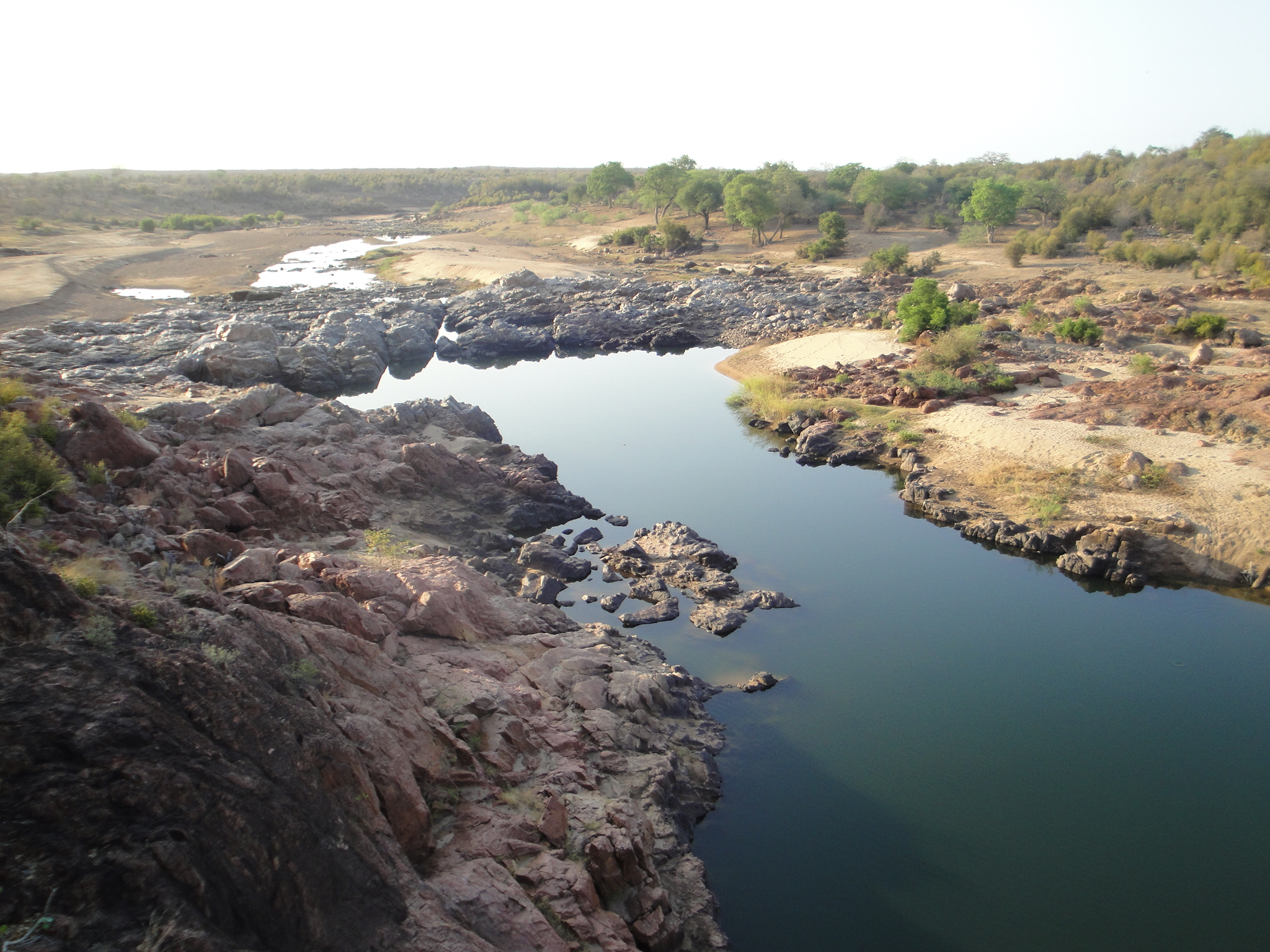
Makokwani Pools
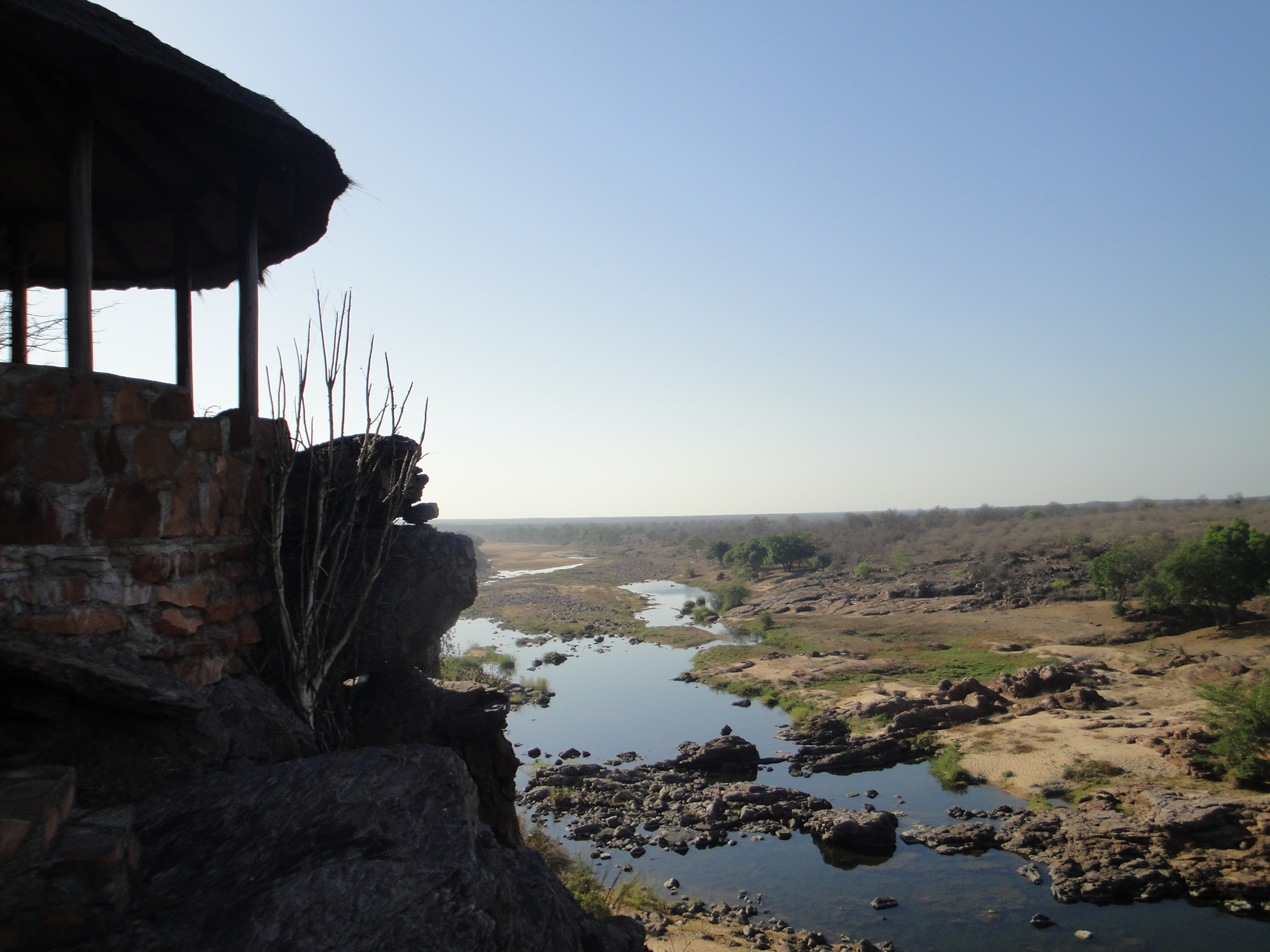
Rossi Pool and hide
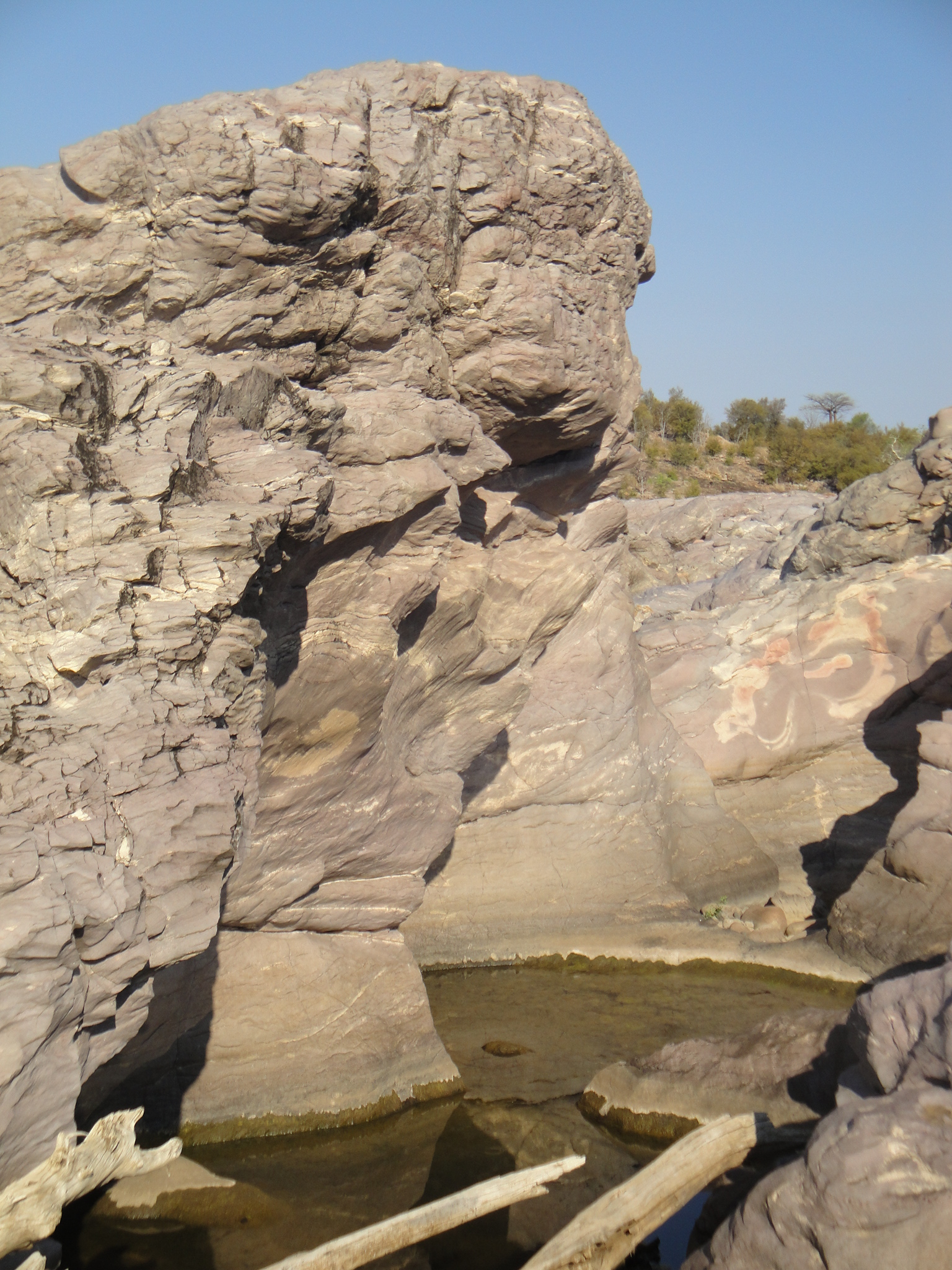
Samalena Gorge
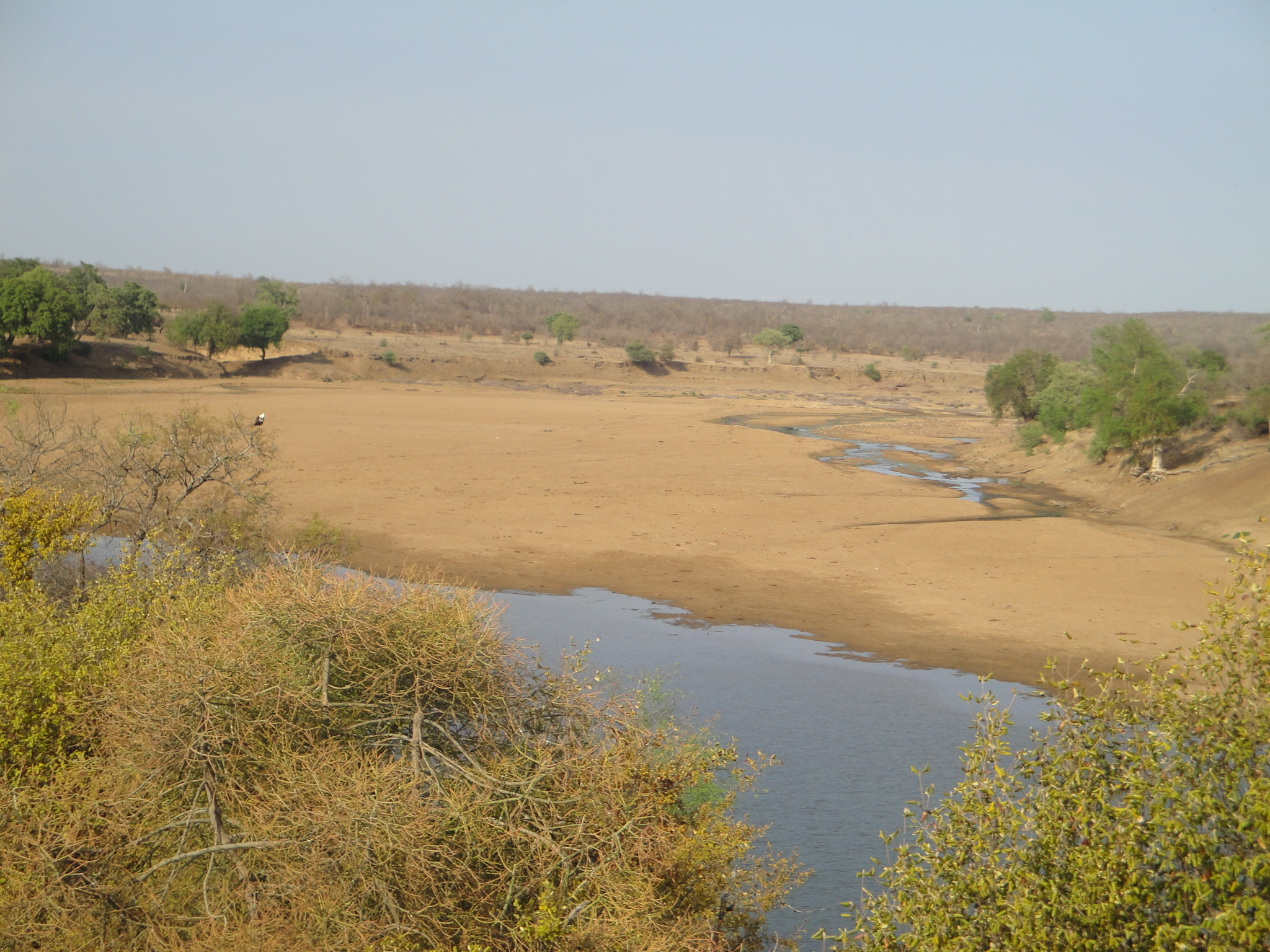
View from Wright's Tower